# Jardin botanique alpin Saussurea
Le Jardin botanique alpin Saussurea se situe à 2 173 mètres d'altitude, dans la commune de Courmayeur, dans la haute Vallée d'Aoste.
C'est l'un des quatre jardins botaniques alpins présents en Vallée d'Aoste, et le plus haut d'Europe.
Il accueille la flore alpine typique du mont Blanc.
Son nom dérive de celui de Horace Bénédict de Saussure, qui fit accomplir la première ascension au mont Blanc en 1786, et d'où tire son nom aussi la Saussurée des Alpes.
Il est ouvert au public de juillet à septembre.

## Le territoire
Le jardin Saussurea s'étend sur 7 km2 au Pavillon du Mont-Fréty, une terrasse naturelle entre le glacier et la moraine du même nom, et ceux de l'Aiguille de Toula, sur le versant méridional du massif du Mont-Blanc, sur le territoire de Courmayeur ; il peut être rejoint par le Skyway Monte Bianco, ou bien à pieds suivant le sentier no 20 de La Palud (Courmayeur) au refuge du Pavillon (2 h 00 - 2h30).
Ce jardin accueille tous les principaux environnements présents au Val d'Aoste, dans le but de la valorisation et de la protection des espèces typiques, aussi bien que de leur exposition au public.

## Structure
La structure du jardin présente deux parties fondamentales : d'un côté, l'environnement naturel, de l'autre, les rochers artificiels, avec les espèces divisées selon la provenance géographique. Les habitats reproduits sont notamment : la Vallée d'Aoste, la Zone officinale, Alpes occidentales, Amérique du Nord et Flore calcicole. Les environnements naturels reproduits sont : le pâturage alpin, les zones humides, les éboulis, la vallée nivéale (Combe à neige), la brousse d'aulnes verts, la zone des rhododendrons et la lande à Vaccinium myrtillus.
La création d'un mur des fougères, aussi bien que d'un herbier et d'une banque de graines est en phase de réalisation, tandis qu'un indice des sèmes est déjà présent.

## Histoire
Malgré sa fondation remontant à 1984, par la région autonome Vallée d'Aoste et par le Corps forestier de la Vallée d'Aoste, son inauguration n'eut lieu que trois ans plus tard. Au cours des années l'aspect plus strictement lié à la protection des espèces naturelles a été privilégié par rapport à l'aspect touristique. À partir de 1987 le projet « Espace Mont Blanc » a été activé, dans le but de créer un parc international.

### La Fondation Saussurea
La gestion du jardin est aujourd'hui confiée à la Fondation Saussurea, appelée autrefois Fondation Donzelli, Gilberti et Ferretti, du nom de son promoteur, le comte Giovanni Battista Gilberti, et de son fondateur, Laurent Ferretti.
Le recensement des lichens est actuellement[Quand ?] en cours de réalisation.